# Municipio de Union (condado de Centre)
El municipio de Union (en inglés: Union Township) es un municipio ubicado en el condado de Centre en el estado estadounidense de Pensilvania. En el año 2000 tenía una población de 1.200 habitantes y una densidad poblacional de 10.0 personas por km².

## Geografía
El municipio de Union se encuentra ubicado en las coordenadas 40°57′00″N 77°54′59″O / 40.95000, -77.91639.

## Demografía
Según la Oficina del Censo en 2000 los ingresos medios por hogar en la localidad eran de $41,806 y los ingresos medios por familia eran de $45,568. Los hombres tenían unos ingresos medios de $31,172 frente a los $22,734 para las mujeres. La renta per cápita de la localidad era de $18,468. Alrededor del 9,2% de la población estaba por debajo del umbral de pobreza.